# Сципио дель Кампо, Михаил

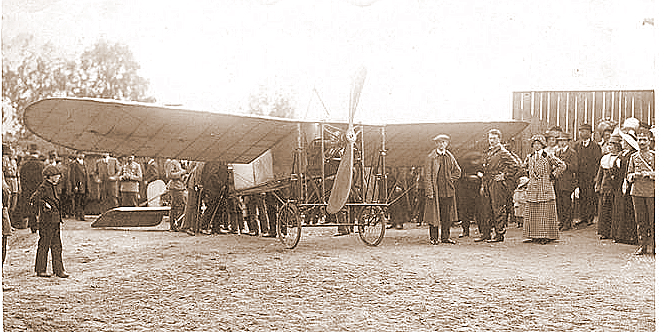
Михал Сципио дель Кампо — пионер польской и российской авиации на авиапоказе в Ченстохове. 1912 г.

Граф Михал Сципио дель Кампо (пол. Michał Scipio del Campo; 26 января 1887, Райки возле Бердичева (теперь Житомирская область, Украина) — 7 марта 1984, Катовице) — польский летчик, «пионер» польской и российской авиации, инженер- металлург.

## Биография
Родился в с. Райки Бердичевского уезда Киевской губернии Российской империи в богатой семье выходцев из Италии.
Изучал металлургию в Санкт-Петербургском политехническом институте им. Петра Великого.
В 1905 году увлекся авиацией.
В июле 1910 года Сципио дель Кампо будучи членом Французского аэроклуба получил Диплом пилота.
Во время проведения в Санкт-Петербурге II-ой международной авиационной недели (14-22 мая 1911 г.) совершил полёт на моноплане конструкции русского инженера князя А. С. Кудашева РБВЗ-1 («Кудашев-4»), но совершил аварию.
13 августа 1911 года на немецком самолете «Etrich-Rumpler Taube» совершил первый в истории 17-ти минутный полет над Варшавой, поднявшись на высоту до 500 метров.
25 сентября 1911 года провел испытание первого польского самолета, созданного инженерами-конструкторами Чеславом Зберанским и Станиславом Цивинским.
На следующий же день, 26 сентября 1911 года Сципио дель Кампо предпринял неудачную попытку перелета на биплане Zbierański і Cywinski из столицы Польши — Варшавы в столицу империи — Санкт-Петербург. Завершить полет не удалось из-за поломки и падения самолета.
Затем он был летчиком-инструктором школы пилотажа в варшавском обществе «Awiata», летчиком — испытателем в Москве и Киеве, принимал участие в различных авиапредставлениях.
До 1914 года провел целый ряд демонстрационных полетов на различных летательных аппаратах, в основном, в различных городах Российской империи (в том числе, в Царском Селе) и Царства Польского, в т.ч Ченстохове и Львове (Галиция) и др.
С 1914 по 1932 годы — работал инженером термотехнического концерна в Швеции. В 1932 году приехал и поселился в польской столице, где прожил до конца второй мировой войны.
В 1945 году переселился в Катовице, где работал во главе созданного им конструкторском бюро инженером — термодинамиком на строительстве металлургических печей.
В 1952 году он ушел на пенсию, но зная и свободно разговаривая на многих языках (русском, английском, французском, немецком, итальянском, испанском, португальском, датском, шведском, норвежском) стал присяжным переводчиком.
С 1956 года занимался общественной деятельностью, был активистом аэроклуба Силезии в Катовице.
Одним из первых был награждён знаком отличия заслуженного деятеля спортивной авиации, а в 1981 году первым был удостоен Золотой медали Аэроклуба ПНР.
Михал Сципион дель Кампо считается одним из трех первых русских летчиков, чьи имена размещены на Доске почета в Доме летчиков в Санкт-Петербурге. Был первым известным в Европе польским авиатором.